# OKINKA-TV
『OKINKA-TV』（オキンカテレビ）は、1986年3月31日から1994年3月31日まで福岡放送で放送されたローカル情報番組である。本項では、1997年6月30日から1998年3月27日まで同局で放送された『はやおきだいすき!+ジパング』についても述べる。

## 番組タイトル
- 朝一番!OKINKA-TV （1986年3月31日 - 1993年4月）
- ジパングあさ6 OKINKA-TV （1993年4月 - 1994年4月1日） - 日本テレビ『ジパングあさ6』のFBSローカルパート扱いで放送。

## はやおきだいすき!+ジパング
前述の通り、1997年6月30日から1998年3月27日まで放送。放送時間は月曜 - 金曜 5:45 - 7:00。番組の中盤（『NNNニュースジパング』開始 - 6:50頃）に『ジバングあさ6』を内包していた（タイトルに+ジパングとあるのはそのため）。

## 出演者
- 堤信子（FBSアナウンサー）・馬場亮一（ディレクター）
- 阿刀裕嗣（元ラグビー日本代表選手）[1]
- 高村香[1]
- 木村佳代[1]

## 備考
- 早起きする高校生とその親をターゲットに番組を開始。視聴者から通信員を募集し、話題を投稿してもらっていた。[2]エリア内の高校に取材に行っていた。
- 初代の男性司会がなかなか決まらず、ディレクターが司会を務めることになった。ヘアメイク担当はおらず、衣装は自前だった。[2]
- 『OKINKA-TV』終了から『はやおきだいすき』開始までの間、FBSは『ジパングあさ6』をフルネットしていた。
- 1992年3月までは『NNN朝のニュース』を内包していた（『朝のニュース』冒頭の日付表示部分で流れていたBGMを、本番組内で流すかたちで『朝のニュース』本編に飛び乗り）。また、1992年度には『NNNニュースジパング』を内包していた。